# Kevin Galván
Kevin Galván (Colón, 10 marzo 1996) è un calciatore panamense, difensore dello Sporting S.M. e della nazionale panamense.

## Statistiche

### Cronologia presenze e reti in nazionale
| Cronologia completa delle presenze e delle reti in nazionale ― Panama | Cronologia completa delle presenze e delle reti in nazionale ― Panama | Cronologia completa delle presenze e delle reti in nazionale ― Panama | Cronologia completa delle presenze e delle reti in nazionale ― Panama | Cronologia completa delle presenze e delle reti in nazionale ― Panama | Cronologia completa delle presenze e delle reti in nazionale ― Panama | Cronologia completa delle presenze e delle reti in nazionale ― Panama | Cronologia completa delle presenze e delle reti in nazionale ― Panama |
| Data                                                                  | Città                                                                 | In casa                                                               | Risultato                                                             | Ospiti                                                                | Competizione                                                          | Reti                                                                  | Note                                                                  |
| --------------------------------------------------------------------- | --------------------------------------------------------------------- | --------------------------------------------------------------------- | --------------------------------------------------------------------- | --------------------------------------------------------------------- | --------------------------------------------------------------------- | --------------------------------------------------------------------- | --------------------------------------------------------------------- |
| 11-9-2018                                                             | Panama                                                                | Panama                                                                | 0 – 2                                                                 | Venezuela                                                             | Amichevole                                                            | -                                                                     | 70’                                                                   |
| 3-6-2019                                                              | Bogotà                                                                | Colombia                                                              | 3 – 0                                                                 | Panama                                                                | Amichevole                                                            | -                                                                     | 56’                                                                   |
| 7-6-2019                                                              | Montevideo                                                            | Uruguay                                                               | 3 – 0                                                                 | Panama                                                                | Amichevole                                                            | -                                                                     | 86’                                                                   |
| 26-6-2019                                                             | Kansas City                                                           | Stati Uniti                                                           | 1 – 0                                                                 | Panama                                                                | Gold Cup 2019 - 1º turno                                              | -                                                                     | 74’ 76’                                                               |
| 23-3-2023                                                             | Buenos Aires                                                          | Argentina                                                             | 2 – 0                                                                 | Panama                                                                | Amichevole                                                            | -                                                                     | 16’ 62’                                                               |
| Totale                                                                |                                                                       | Presenze                                                              | 5                                                                     |                                                                       | Reti                                                                  | 0                                                                     |                                                                       |